# Amara (gènere)
Amara és un gran gènere de coleòpters de la família dels caràbids. Gran part de les espècies són holàrtiques, però algunes són neotropicals o de l'Extrem Orient. Són coleòpters terrestres de color entre el negre i el bronze. Són herbívors i de vegades servir com a agents en el control de males herbes.

## Taxonomia

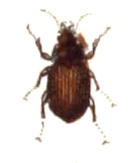
A. communis
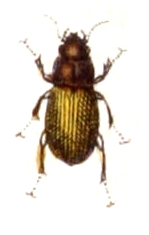
A. fulva
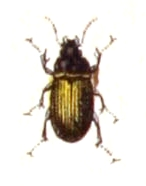
A. lunicollis

- Amara acuticauda
- Amara aenea
- Amara aeneopolita
- Amara alpestris
- Amara alpina
- Amara ambulans
- Amara americana
- Amara amplipennis
- Amara angustata
- Amara angustior
- Amara anthobia
- Amara apachensis
- Amara apricaria
- Amara armeniaca
- Amara aulica
- Amara aurata
- Amara aurichalcea
- Amara avida
- Amara basillaris
- Amara belfragei
- Amara biarticulata
- Amara bifrons
- Amara blanchardi
- Amara bokori
- Amara bowditchi
- Amara brevicollis
- Amara browni
- Amara brunnea
- Amara californica
- Amara carinata
- Amara castalia
- Amara castanea
- Amara celiana
- Amara chalcea
- Amara chaudoiri
- Amara clememtina
- Amara coelebs
- Amara colvillensis
- Amara communis
- Amara concreta
- Amara conflata
- Amara confusa
- Amara conoidea
- Amara consularis
- Amara convexa
- Amara convexior
- Amara convexiuscula
- Amara coraica
- Amara crassipina
- Amara cupreolata
- Amara curta
- Amara daurica
- Amara decora
- Amara devincta
- Amara disproportionalis
- Amara ellipsis
- Amara emancipata
- Amara equestris
- Amara erratica
- Amara eurynota
- Amara exarata
- Amara eyrinota
- Amara famelica
- Amara familiaris
- Amara farallonica
- Amara farcta
- Amara ferruginea
- Amara finitima
- Amara fodinae
- Amara fortis
- Amara fulva
- Amara gebleri
- Amara gigantea
- Amara gisellae
- Amara glacialis
- Amara greenei
- Amara haldermani
- Amara hanhaica
- Amara harpalina
- Amara harpaloides
- Amara helopioides
- Amara hicksi
- Amara hilaris
- Amara horni
- Amara humilis
- Amara hyperborea
- Amara idaloana
- Amara immunda
- Amara impuncticollis
- Amara inpunctata
- Amara infima
- Amara infuscata
- Amara ingenua
- Amara insignis
- Amara insularis
- Amara interstitialis
- Amara iridipennis
- Amara irkuteana
- Amara jacinto
- Amara jacobina
- Amara jucunda
- Amara kinitzi
- Amara lacustris
- Amara laevipennis
- Amara laevissima
- Amara latior
- Amara lauta
- Amara littoralis
- Amara littorea
- Amara longula
- Amara lunicollis
- Amara magnicollis
- Amara majuscula
- Amara maneei
- Amara maxwelli
- Amara megacephala
- Amara mexicana
- Amara minnesotana
- Amara microdera
- Amara microphthalma
- Amara minuta
- Amara modulata
- Amara morio
- Amara municipalis
- Amara musculis
- Amara neomexicana
- Amara nexa
- Amara nigricornis
- Amara nitida
- Amara novella
- Amara nupera
- Amara obesa
- Amara obsolescens
- Amara oglobini
- Amara ovalis
- Amata ovata
- Amara paganica
- Amara pallipes
- Amara patricia
- Amara patruelis
- Amara patula
- Amara peciloides
- Amara pennsylvanica
- Amara perspecta
- Amara pimalis
- Amara plebeja
- Amara parvicollis
- Amara plebeja
- Amara pomona
- Amara praetermissa
- Amara pseudobrunnea
- Amara pterostichina
- Amara purpurascens
- Amara quadrifossulata
- Amara quenslii
- Amara relicta
- Amara retangula
- Amara robustula
- Amara rotundiceps
- Amara rubrica
- Amara rufocincta
- Amara rupicola
- Amara rustica
- Amara saginata
- Amara sanjuanensis
- Amara saxicola
- Amara schwarzi
- Amara scitula
- Amara scolopax
- Amara shantzi
- Amara shinanensis
- Amara similata
- Amara sinuosa
- Amara sodalica
- Amara solskyi
- Amara somoni
- Amara spadicea
- Amara spaldingi
- Amara specularis
- Amara sponsor
- Amara spreta
- Amara strenua
- Amara stupida
- Amara tartarea
- Amara taurica
- Amara texana
- Amara thoracica
- Amara tibialis
- Amara torrida
- Amara tricuspidata
- Amara tschitscherinella
- Amara tumida
- Amara ussuriensis
- Amara vegasemsis
- Amara virgilax
- Amara virginica
- Amara volatilis